# Tostareds landskommun
Tostareds landskommun var en tidigare kommun i dåvarande Älvsborgs län.

## Administrativ historik
Kommunen inrättades i Tostareds socken i Marks härad i Västergötland när 1862 års kommunalförordningar trädde i kraft. Vid kommunreformen 1952 uppgick den i Västra Marks landskommun som 1971 gick upp i nybildade Marks kommun.